# Вилсон (Охајо)
Вилсон (енгл. Wilson) град је у америчкој савезној држави Охајо.

## Демографија
По попису из 2010. године број становника је 125, што је 7 (5,9%) становника више него 2000. године.
| Група             | 2000.       | 2010.       |
| Белци             | 117 (99,2%) | 119 (95,2%) |
| Афроамериканци    | 0 (0,0%)    | 0 (0,0%)    |
| Азијати           | 0 (0,0%)    | 0 (0,0%)    |
| Хиспаноамериканци | 0 (0,0%)    | 3 (2,4%)    |
| Укупно            | 118         | 125         |